# Nicolas Prodhomme
Nicolas Prodhomme (L'Aigle, 1º febbraio 1997) è un ciclista su strada francese che corre per la Decathlon AG2R La Mondiale Team. È professionista dal 2021.

## Palmarès

### Strada
- 2015 (Juniores)

Championnat de Normandie Juniors
- 2017 (Club Municipal Aubervilliers 93-BigMat)

Prix Andre Gislard
- 2018 (Chambéry Cyclisme Formation)

Bassano-Monte Grappa
- 2019 (Chambéry Cyclisme Formation)

Piccola Sanremo
Classifica generale Orlen Nations Grand Prix
- 2025 (Decathlon AG2R La Mondiale Team, sei vittorie)

5ª tappa Tour of the Alps (Lienz > Lienz)
19ª tappa Giro d'Italia (Biella > Champoluc)
3ª tappa Route d'Occitanie (Pujaudran > Luz Ardiden)
Classifica generale Route d'Occitanie
2ª tappa Tour de l'Ain (Saint-Vulbas > Lélex Monts-Jura)
La Poly Normande

#### Altri successi
- 2019 (Chambéry Cyclisme Formation)

1ª tappa Orlen Nations Grand Prix (Jurgów > Bukowina Tatrzańska, cronosquadre)
1ª tappa Giro della Regione Friuli Venezia Giulia (Torreano di Martignacco > Martignacco, cronosquadre)
- 2020 (VC Villefranche Beaujolais)

Ronde Nicopolis à Brignoles
- 2025 (Decathlon AG2R La Mondiale Team)

Classifica a punti Tour de l'Ain

## Piazzamenti

### Grandi Giri
- Giro d'Italia

2022: 65º
2023: 23º
2025: 15º
- Tour de France

2024: 48º
- Vuelta a España

2021: 52º
2022: 72º
2023: 27º

### Classiche monumento
- Liegi-Bastogne-Liegi

2024: 38º
- Giro di Lombardia

2023: 42º
2024: 79º

### Competizioni mondiali
- Campionati del mondo

Innsbruck 2018 - In linea Under-23: 54º